# Дуброво (Пермский район)
Дуброво — деревня в Пермском районе Пермского края. Входит в состав Двуреченского сельского поселения.

## Географическое положение
Расположена на берегах реки Сыра примерно в 32 км к юго-востоку от административного центра поселения, села Ферма, и в 42 км к юго-востоку от центра города Перми.

## Население
| 2010 |
| ---- |
| 36   |

## Улицы[2]
- Весёлая ул.
- Дачная ул.
- Лесная ул.
- Луговая ул.
- Подлесная ул.
- Хуторская ул.
- Цветочная ул.
- Центральная ул.

## Топографические карты
- Лист карты O-40-78 Серга. Масштаб: 1 : 100 000. Состояние местности на 1983 год. Издание 1984 г.